# Gólyacsőrű halción
A gólyacsőrű halción (Pelargopsis capensis) a madarak osztályának szalakótaalakúak (Coraciiformes) rendjébe, ezen belül a  jégmadárfélék (Alcedinidae) családjába tartozó faj.

## Rendszerezése
A fajt Carl von Linné svéd természettudós írta le 1766-ban, az Alcedo nembe Alcedo capensis néven.

## Alfajai
- Pelargopsiscapensis capensis (Linnaeus, 1766) - Nepál, India, Srí Lanka és Banglades
- Pelargopsis capensis osmastoni (E. C. S. Baker, 1934)  - Andamán-szigetek
- Pelargopsis capensis intermedia (Hume, 1874) - Nikobár-szigetek
- Pelargopsis capensis burmanica (Sharpe, 1870) - Mianmar, Thaiföld, Kambodzsa, Laosz és Vietnám
- Pelargopsis capensis malaccensis (Sharpe, 1870) - a Maláj-félsziget déli rész, a Riau-szigetek és A Lingga-szigetek
- Pelargopsis capensis cyanopteryx (Oberholser, 1909) - Szumátra, Bangka és Belitung szigetek
- Pelargopsis capensis simalurensis (Richmond, 1903) - Simeulue sziget (Szumátra nyugati partvidéke mellett)
- Pelargopsis capensis sodalis (Richmond, 1903) - Banyak sziget (Szumátra nyugati partvidéke mellett)
- Pelargopsis capensis nesoeca (Richmond, 1903) - Nias és Batu szigetek (Szumátra nyugati partvidéke mellett)
- Pelargopsis capensis isoptera (Richmond, 1903) - Mentawai-szigetek (Szumátra nyugati partvidéke mellett)
- Pelargopsis capensis innominata (Oort, 1910) - Borneó
- Pelargopsis capensis javana (Boddaert, 1783) - Jáva
- Pelargopsis capensis floresiana (Sharpe, 1870) - Bali, Lombok, Sumbawa, Szumba és Flores (Kis-Szunda-szigetek)
- Pelargopsis capensis gouldi (Sharpe, 1870) - a Fülöp-szigetek északi része
- Pelargopsis capensis gigantea (Walden, 1874) - a Fülöp-szigetek középső és déli része  [2]

## Előfordulása
Dél- és Délkelet-Ázsiában, Banglades, Brunei, India, Indonézia, Laosz, Malajzia, Mianmar, Nepál, a Fülöp-szigetek, Szingapúr, Srí Lanka és Thaiföld területén honos. Kóborlásai során eljut Kínába is. A természetes élőhelye szubtrópusi és trópusi síkvidéki esőerdők, mangroveerdők, tengerpartok, folyók, mocsarak és patakok környéke, valamint mesterséges vizek, szántóföldek és vidéki kertek. Állandó nem vonuló faj.

## Megjelenése
Testhossza 35 centiméter, testtömege 140-225 gramm.
|  |

## Életmódja
Főleg tengeri és édesvízi halakkal és rákokkal táplálkozik, de fogyaszt békákat, gyíkokat, rágcsálókat, fiatal madarakat és rovarokat is.